# Giardino di Isabella II
Il giardino di Isabella II è un giardino storico situato accanto alla piazza Sant'Antonio, ad Aranjuez. È stato il primo spazio a giardino di uso pubblico della città e probabilmente uno dei primi in Spagna di quello tipo. Da 1931 è bene di interesse culturale e dal 2001 patrimonio dell'umanità come parte del paesaggio culturale di Aranjuez.

## Storia

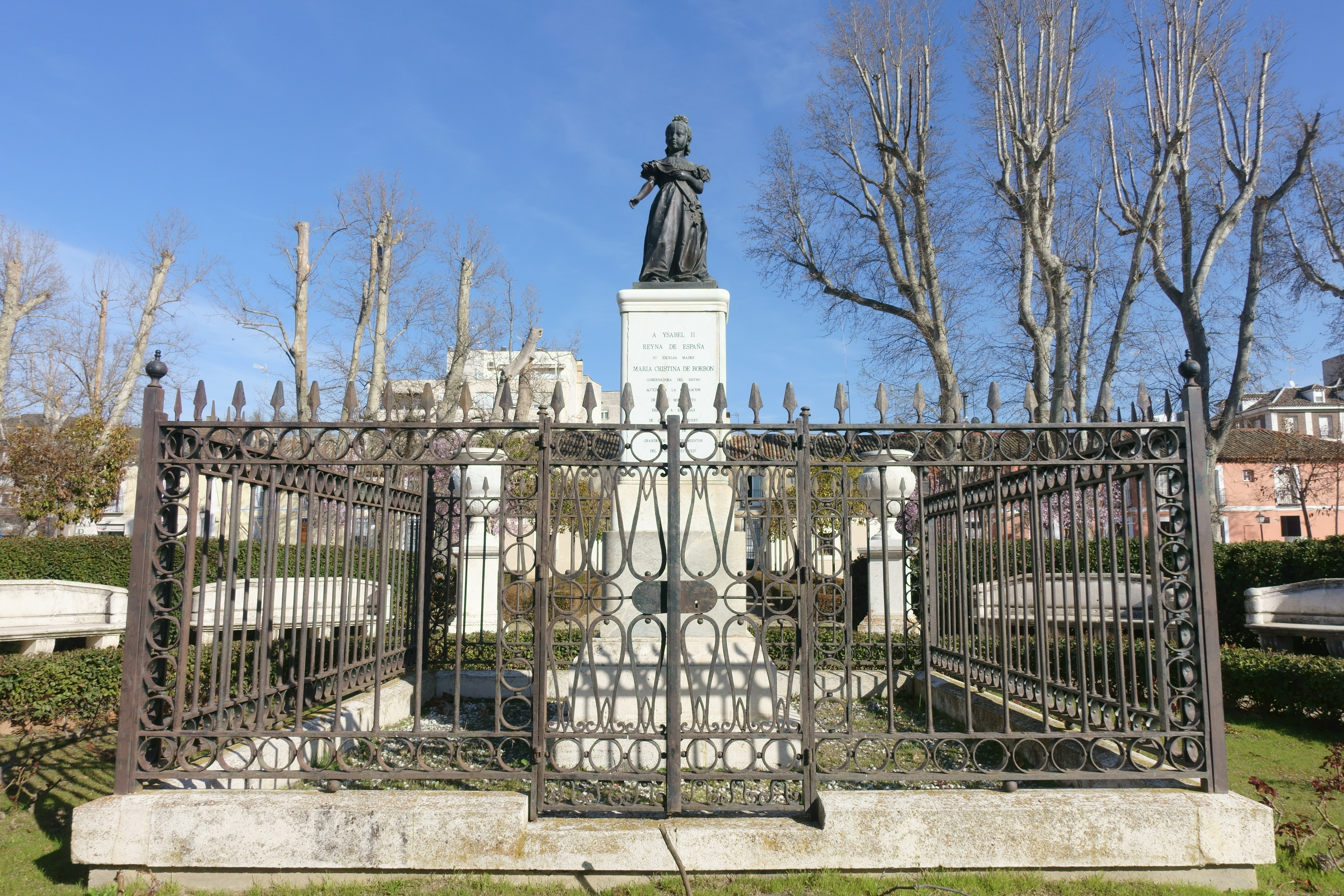
Monumento ad Isabella II

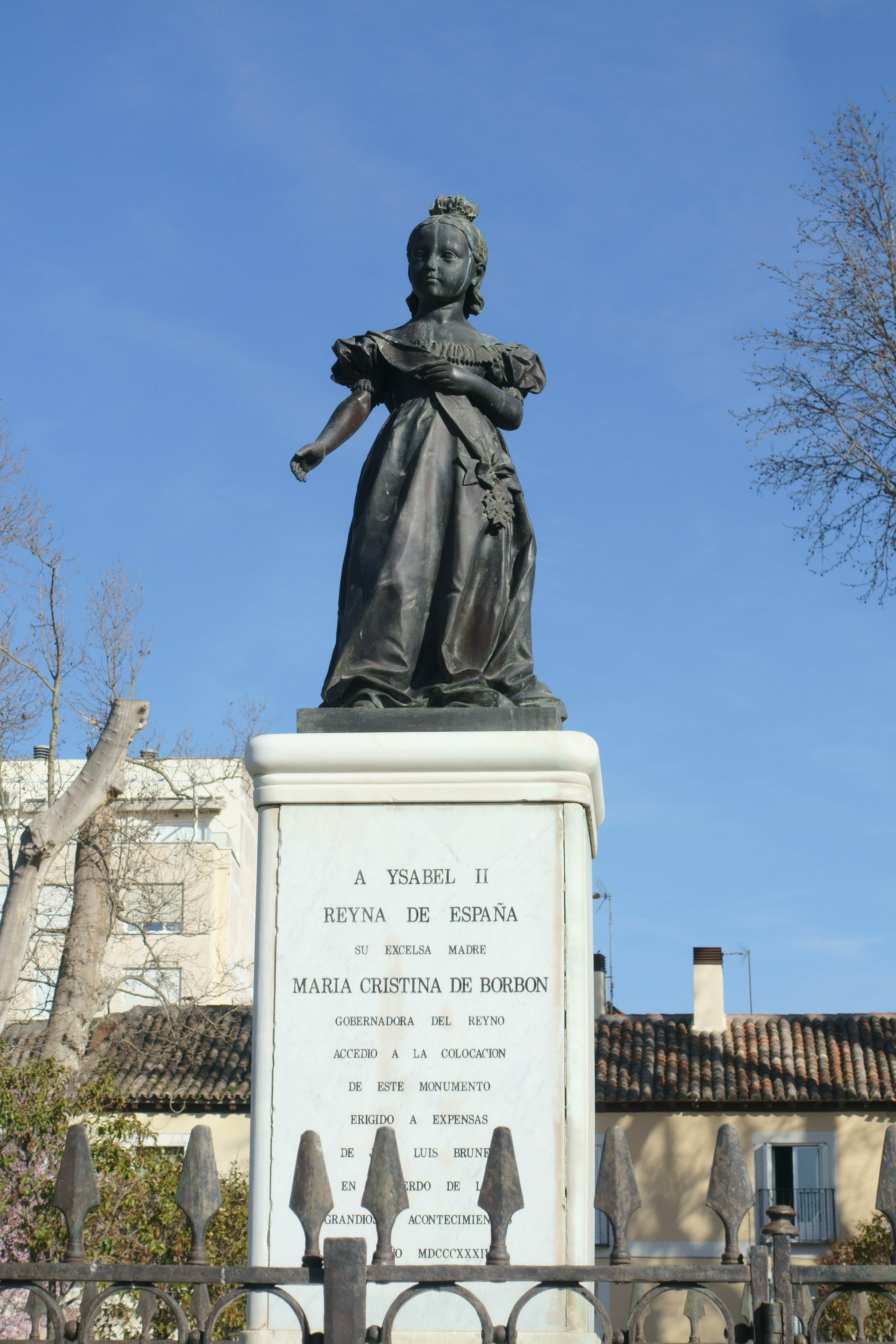
Dettaglio della scultura di Isabella II

Situato in un isolato del tracciato urbano, destinato ad un edificio ma ancora non edificato all'inizio dell'800 e situato di fronte alla piazza Sant' Antonio, il sito era precedentemente adibito a stalle per i cavalli; tuttavia, all'inizio dell'800 si decise di abbellire lo spazio poiché la vista dal palazzo era sconveniente, e tra il 1830 e il 1834 venne realizzato un giardino. Durante la Prima Repubblica il suo nome venne modificato in Giardino di Serrano e la scultura di Isabella II venne rimossa, poi ripristinata nel 1875 ai tempi di Alfonso XII. Il tracciato si mantenne tale almeno fino al 1929, ma dopo la guerra civile presentava un disegno semplificato. È stato poi restaurato tra il 1999 e il 2000.

## Descrizione
Presenta uno schema cruciforme, con due strade perpendicolari che confluiscono in una piazza circolare. Queste strade sono fiancheggiate da alberi. Ogni zona risultante è suddivisa, a sua volta, in quattro zone grazie a due strade parallele accanto al lato maggiore (piazza Sant'Antonio), un'altra parallela alla calle Real e un'altra, non parallela, alla calle de las Infantas. Tutte queste strade sono sterrate e fiancheggiate da siepi di mirto.
La piazza centrale ha due palchi concentrici, uno esterno e uno interno, con un'altra panchina in pietra di Colmenar, opera di Sabatini, e un vaso di Jean Tierry. Al centro, circondata da una cancellata in ferro, si trova una scultura in bronzo di Elisabetta II bambina su un piedistallo marmoreo, con la seguente iscrizione:
L'opera venne promossa dall'ambasciatore francese in Spagna, Juan Luis Brunet, e realizzata da Desboeufs e L. Ravrio, mentre la cancellata, che ne sostituì una precedente in legno, è attribuita a Narciso Pascual Colomer. Gli eventi ai quali fa riferimento l'iscrizione sarebbero la firma della Quadruplice Alleanza nel 1834. Quanto alla chiusura del giardino, essa è costituita da una recinzione in ferro con contrafforti in muratura, il tutto su un muretto di pietra, interrotto solo dalle quattro porte di accesso. Nell'angolo di piazza Sant'Antonio, su un piedistallo, c'è un vaso della porta del vecchio ponte del Tago. Sul lato di via Gobernador ci sono due garitte.